# Нептун (фонтан в Берліні)

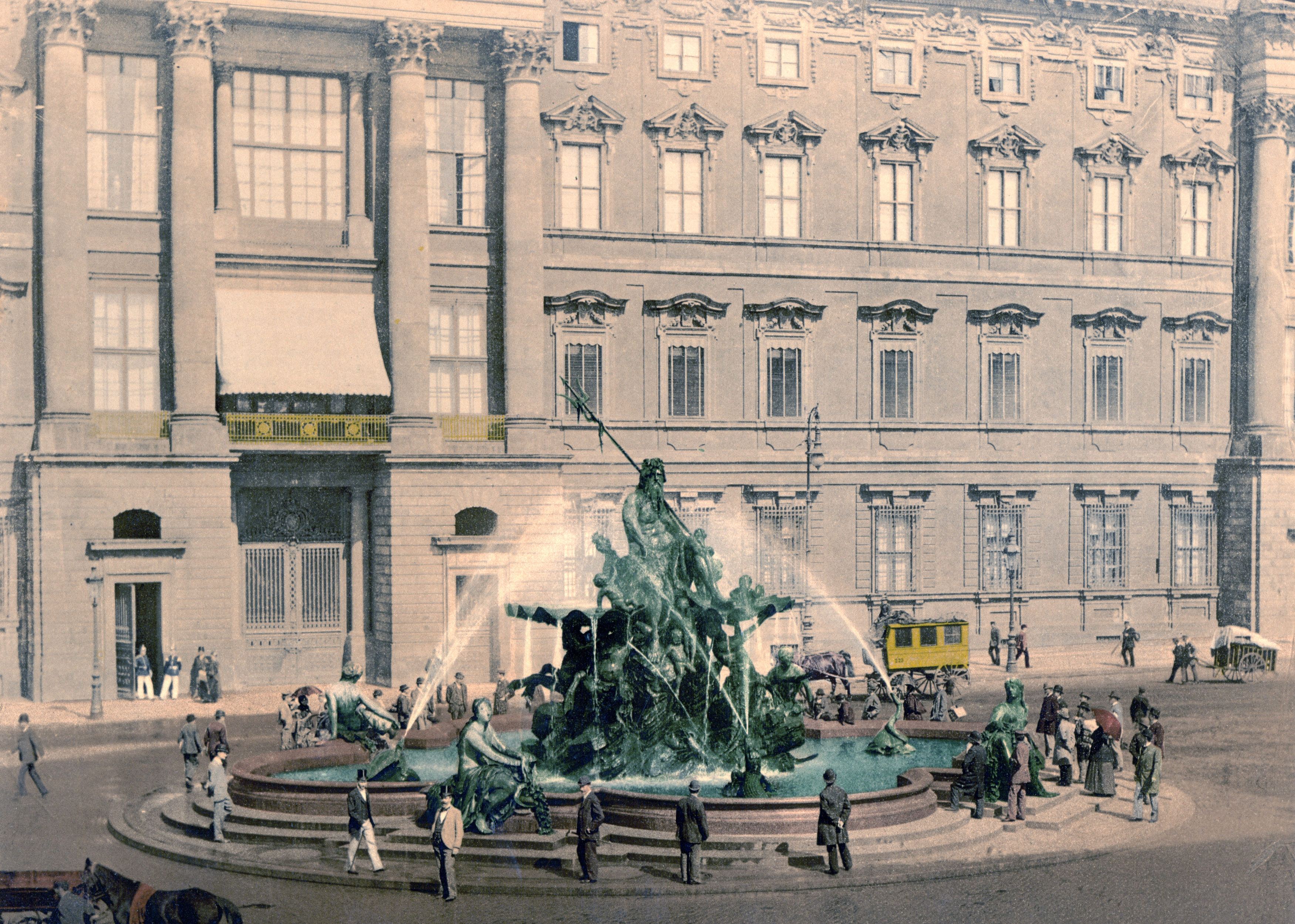
Фонтан «Нептун» перед Міським палацом

Фонтан «Нептун» (нім. Neptunbrunnen) — фонтан, що знаходиться в центрі Берліна між церквою Марієнкірхе та Червоною ратушею. Це один з найстаріших і найкрасивіших фонтанів міста.

## Опис
Максимальний діаметр басейну фонтану зі шведського граніта складає 18 метрів, висота центральної частини до верхівки Нептуна — 8,50 м, а до тризуба — 10 м.
Над чашею фонтану на фундаменті з трьох ступенів височить могутня фігура античного бога морів Нептуна. Символ своєї влади — тризуб, що приборкує хвилі — він тримає на лівому плечі, спершись правою рукою на стегно. Бога моря на величезній раковині в оточенні життєрадісних дітей, що грають із струменями води, тримають чотири величезних міфологічних тритона. Про бурхливе та ревуче море повинні нагадати мешканці моря: омари, раки, риби і поліпи — і струмені води, що викидають черепахи, тюлені, крокодили та змії. За кромкою чаші фонтану розташувалися чотири жіночі фігури, які уособлюють річки: Рейн (з рибальською сіткою та виноградною лозою), Вісла (з поліном), Одер (з козою і шкурою) і Ельба (з колоссям і плодами).
Своєю появою фонтан зобов'язаний Карлу Фрідріху Шинкелю, який запропонував звести монументальний фонтан на Палацовій площі перед Міським палацом. За втілення цієї ідеї взявся натхненний подорожжю в Італію молодий скульптор Рейнгольд Бегас. Він створив кілька версій фонтану, і лише остання з них, що принесла згодом автору світову популярність, була затверджена в 1888. Деякий час фонтан навіть носив ім'я свого автора.
Фонтан подарований кайзеру Вільгельму II берлінським магістратом і урочисто відкритий 1 листопада 1891.
Після знесення зруйнованого у Другу світову війну Міського палацу в 1951 фонтан відправлений на зберігання. Скульптури серйозно постраждали від влучень снарядів і пройшли реставрацію в майстерні з художнього лиття в Лаухгаммері.
У 1969 фонтан «Нептун» встановлений на вільному майданчику на новому місці.